# Daniel Cortezón Álvarez
Daniel Cortezón Álvarez (Ribadeo, Lugo, 1927) és un escriptor gallec de formació autodidacta.
Va residir a Madrid des de 1965 fins a la seva jubilació. Actualment resideix, segons l'estació de l'any, a Ribadeo o a Vigo. La seva obra indaga en la contemporaneïtat des de paràmetres històrics, mítics i estètics fonamentats en el món medieval. La seva primera novel·la editada en gallec As covas do rei Cintolo (1956), i el cor de veus del seu teatre polític (Prisciliano. Traxidrama en dous aitos, 1970; Os irmandiños. Drama histórico, 1978, estrenada l'any 1980) conformen un peculiar ideal cavalleresc que reuneix en un feix el passat i el present.